# 639

## Decese
- 19 ianuarie: Dagobert I, rege franc, 28 ani (n. 611)